# Dusty Rhodes
Virgil Riley Runnels Jr., (* 11. Oktober 1945 in Austin, Texas; † 11. Juni 2015 in Orlando, Florida), besser bekannt als „The American Dream“ Dusty Rhodes, war ein US-amerikanischer Wrestler, Wrestlingpromoter und Booker. Er hielt mehrfach den höchsten Titel des Wrestlingdachverbands NWA und war Mitglied der WCW Hall of Fame sowie der WWE Hall of Fame.

## Wrestling-Karriere

### Anfänge
Nachdem Runnels in seiner Jugend an der West Texas University American Football gespielt hatte, begann er 1966 mit dem Wrestling-Training, bei „Joltin“ Joe Blanchard. Zwei Jahre später debütierte er als „Dirty“ Dusty Rhodes, einem Namen, den er einem Baseballspieler entlehnt hatte, und durfte sich bereits am 13. Dezember 1968 den Central States Heavyweight Titel umschnallen.
Am Anfang seiner Karriere spielte er einen gefürchteten Regelbrecher und bildete mit Dick Murdoch ein Team namens Texas Outlaws. Gemeinsam konnten sie in Florida, Detroit und sogar Australien Titel gewinnen. Anfang der 1970er Jahre trennten sich ihre Wege und Runnels wurde 1974 nach einem Match mit Pak Song gegen Eddie und Mike Graham zum Publikumsliebling gemacht.

### National Wrestling Alliance Territorien (1974–1984)

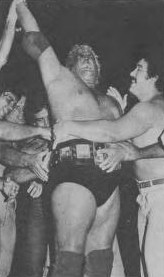
Rhodes nachdem er die NWA World Heavyweight Championship errungen hat, 1979

Runnels war zu jener Zeit neben André the Giant der beliebteste Wrestler Amerikas und gewann regionale Titel am laufenden Band. Drei Matches gegen den damaligen Champion der WWF Billy Graham machten ihn auch dem New Yorker Publikum bekannt, zumal der Madison Square Garden ausverkauft war. Die Fehde endete mit einem Texas Bullrope Match, welches Graham für sich entscheiden konnte. Gleichzeitig wurde er in Florida Booker der lokalen NWA-Gliederung, später baute er diese Position aus und wurde zum kreativen Kopf der NWA.
Als Wrestler durfte er am 21. August 1979 Harley Race besiegen und damit den NWA World Heavyweight Title gewinnen. Nach nur fünf Tagen bekam Race den Titel zurück. Zwei Jahre später besiegte Runnels Race erneut und es begann eine Fehde mit „Nature Boy“ Ric Flair, die sich über mehrere Jahre hinzog.

### Jim Crockett Promotions (1985–1989)
In den 1980er Jahren schuf Rhodes als Booker den NWA Great American Bash, in dem er 1987 bei einem Barbed Wire Match gegen den damaligen NWA TV-Champion Tully Blanchard um dessen Titel und 100.000 Dollar antrat und beides gewann.

### World Wrestling Federation (1989–1991)
1989 verlor Runnels seinen Posten als Booker, nachdem er eine Story zu verantworten hatte, bei der die Road Warriors versuchen sollten, ihm mit ihren Stachelschulterpolstern die Augen auszustechen. Darauf wechselte Runnels in die World Wrestling Federation (heute WWE). Hier fehdete er mit Ted DiBiase, Big Boss Man, Honky Tonk Man und Randy Savage und brachte seinen Sohn Dustin unter.

### Rückkehr zur WCW (1991–2001)
Nachdem die Runnels 1991 wieder zur WCW gewechselt waren, trat er als Wrestler kürzer und konzentrierte sich auf seinen Job hinter den Kulissen. Er wurde vor der Kamera Mitglied der nWo und managte die Outsiders (Scott Hall und Kevin Nash).

### Total Nonstop Action Wrestling (2003–2005)
Runnels hatte zwischen 2000 und 2003 auch eine eigene Liga (Turnbuckle Championship Wrestling) und war für WWE und TNA tätig. 2001, kurz vor ihrer Schließung, war er bei der ECW verpflichtet, wo er sich brutale Barbed Wire Matches mit Steve Corino lieferte.

### Rückkehr zur WWE (2005–2015)
Am 31. März 2007 wurde er von seinen Söhnen Cody und Dustin in die Hall of Fame eingeführt. Zuletzt war Runnels als Booker und Interim General Manager für die WWE Nachwuchsliga WWE NXT tätig.
Am 11. Juni 2015 verstarb Virgil Runnels im Alter von 69 Jahren in einem Krankenhaus in Orlando (Florida) an Nierenversagen.

## Dusty Rhodes Tag Team Classic
Erstmals im Spätsommer 2015 wurde ein zu Ehren von Rhodes als Dusty Rhodes Tag Team Classic bezeichnetes Tag-Team-Turnier ausgetragen, das von Finn Bálor und Samoa Joe gewonnen wurde. Seitdem findet jedes Jahr eine Auflage des Turniers statt. Im Jahr 2021 fand neben dem Turnier der Männer, zum ersten Mal auch ein Turnier für die Frauen statt. Dabei gingen bislang folgende Teams als Sieger aus den Turnieren hervor:
| Sieger                                         | Datum                                         | Veranstaltung               | Arena                    | Ort                      | Anmerkung |
| ---------------------------------------------- | --------------------------------------------- | --------------------------- | ------------------------ | ------------------------ | --- |
| Finn Bálor & Samoa Joe                         | 7. Oktober 2015                               | NXT TakeOver: Respect       | Winter Park, Florida     | Full Sail University     | Besiegten Baron Corbin & Rhyno im Turnierfinale. |
| The Authors of Pain (Akam & Rezar)             | 19. November 2016                             | NXT TakeOver: Toronto       | Toronto, Ontario, Kanada | Air Canada Centre        | Besiegten TM-61 (Nick Miller & Shane Thorne) im Turnierfinale. |
| The Undisputed Era (Adam Cole & Kyle O’Reilly) | 7. April 2018                                 | NXT TakeOver: New Orleans   | New Orleans, Louisiana   | Smoothie King Center     | Besiegten The Authors of Pain (Akam & Rezar) und Pete Dunne & Roderick Strong im Turnierfinale bei NXT TakeOver: New Orleans. Obwohl The Undisputed Era keine offizielle Teilnehmer waren, wurden sie im Laufe der Storyline dem Turnierfinale, wobei auch ihre NXT Tag Team Championship auf dem Spiel stand, hinzugefügt. |
| Aleister Black & Ricochet                      | 13. März 2019 (Ausstrahlung am 27. März 2019) | NXT                         | Winter Park, Florida     | Full Sail University     | Besiegten The Forgotten Sons (Steve Cutler & Wesley Blake) im Turnierfinale. |
| The Broserweights Pete Dunne & Matt Riddle     | 29. Januar 2020                               | NXT                         | Winter Park, Florida     | Full Sail University     | Besiegten The Grizzled Young Veterans (James Drake & Zack Gibson) im Turnierfinale. |
| MSK Nash Carter & Wes Lee                      | 14. Februar 2021                              | NXT TakeOver: Vengeance Day | Orlando, Florida         | Capitol Wrestling Center | Besiegten The Grizzled Young Veterans (James Drake & Zack Gibson) im Turnierfinale. Aufgrund der COVID-19-Pandemie wurde die Veranstaltung im Capitol Wrestling Center vor virtuellen und einigen vor Ort anwesenden Zuschauern ausgetragen.                                                                                |
| The Creed Brothers Brutus Creed & Julius Creed | 15. Februar 2022                              | NXT Vengeance Day           | Orlando, Florida         | Capitol Wrestling Center | Besiegten MSK (Nash Carter & Wes Lee) im Turnierfinale. |

| Siegerinnen                  | Datum            | Veranstaltung               | Arena            | Ort                      | Anmerkung |
| ---------------------------- | ---------------- | --------------------------- | ---------------- | ------------------------ | --- |
| Dakota Kai & Raquel González | 14. Februar 2021 | NXT TakeOver: Vengeance Day | Orlando, Florida | Capitol Wrestling Center | Besiegten Shotzi Blackheart und Ember Moon im Turnierfinale. Aufgrund der COVID-19-Pandemie wurde die Veranstaltung im Capitol Wrestling Center vor virtuellen und einigen vor Ort anwesenden Zuschauern ausgetragen. |
| Io Shirai & Kay Lee Ray      | 22. März 2022    | NXT                         | Orlando, Florida | Capitol Wrestling Center | Besiegten Wendy Choo & Dakota Kai im Turnierfinale. |

## Titel und Auszeichnungen

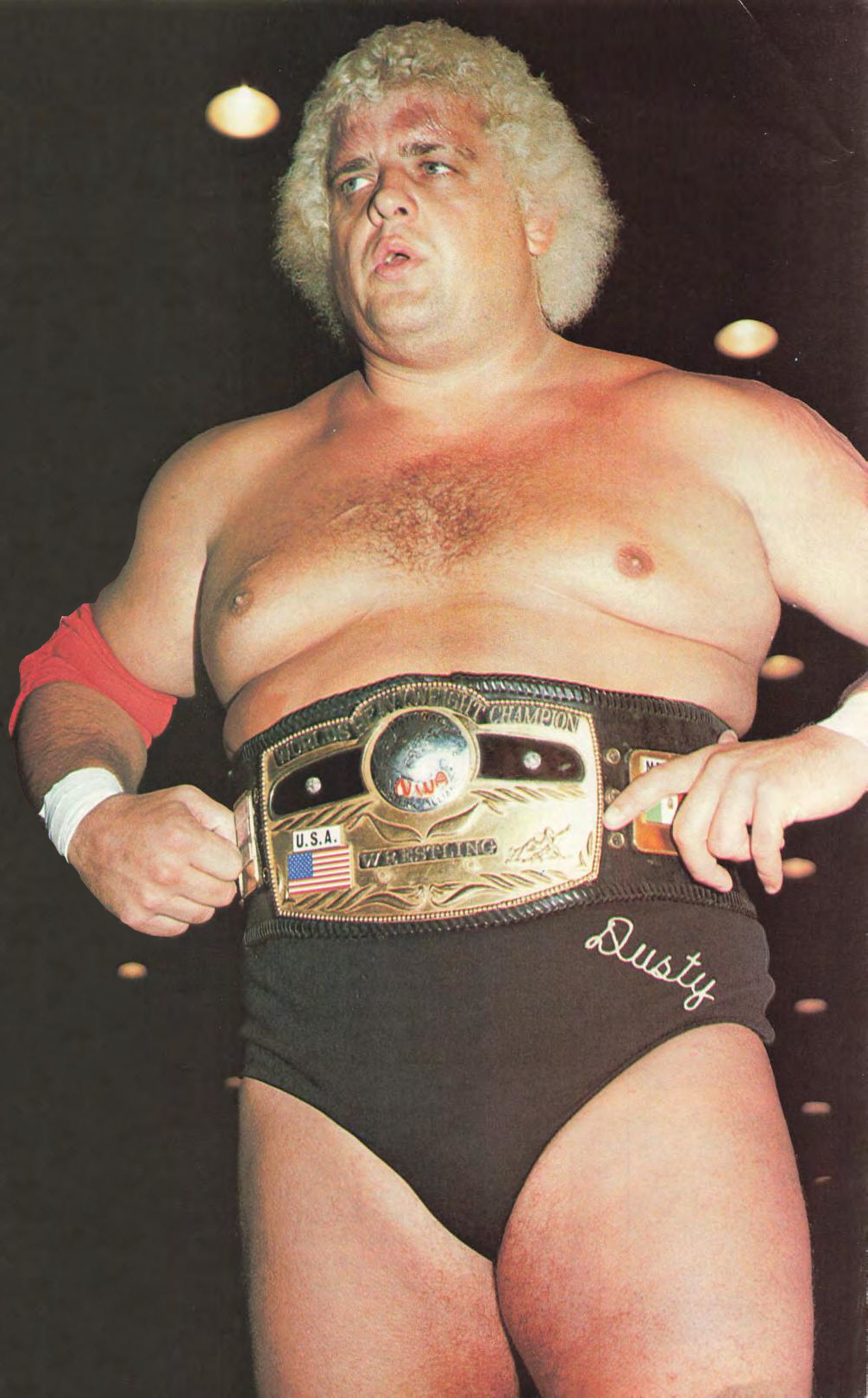
Rhodes ist ein dreifacher NWA World Heavyweight Champion

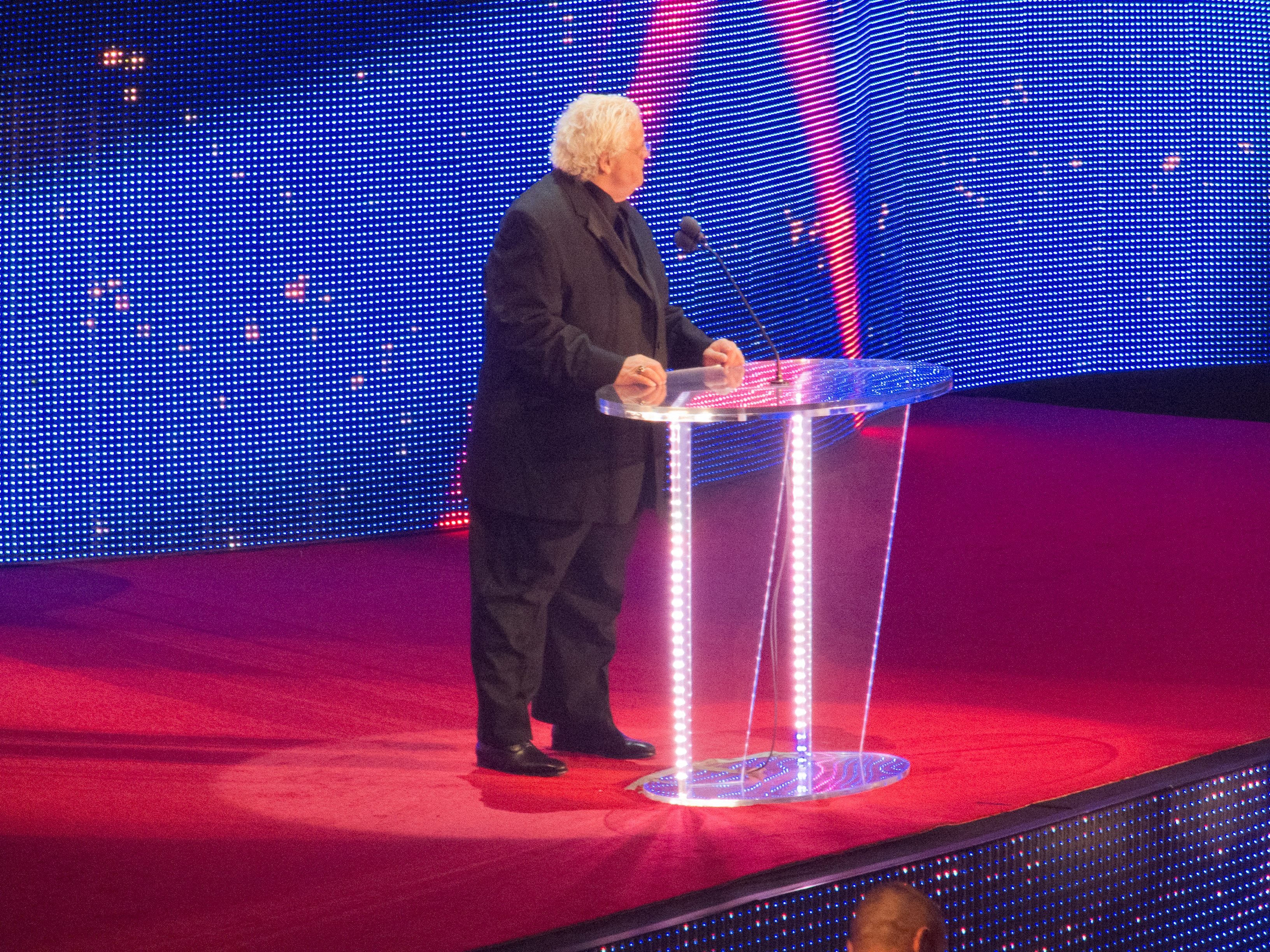
Rhodes wurde 1995 in die WCW und 2007 in die WWE Hall of Fame aufgenommen

### Titel
- 50th State Big Time Wrestling
  - 1× NWA North American Heavyweight Champion (Hawaii Version)

- Big Time Wrestling
  - 1× NWA World Tag Team Champion (Detroit Version) mit Dick Murdoch

- Central States Wrestling
  - 1× NWA Central States Heavyweight Champion
  - 1× NWA North American Tag Team Champion (Central States Version) mit Dick Murdoch

- Championship Wrestling from Florida
  - 1× NWA World Heavyweight Champion
  - 10× NWA Southern Heavyweight Champion (Florida Version)
  - 12× NWA Florida Heavyweight Champion
  - 2× NWA Florida Television Champion
  - 2× NWA Brass Knuckles Champion (Florida Version)
  - 1× NWA Florida Bahamian Champion
  - 2× NWA United States Tag Team Champion (Florida Version) jeweils 1× mit Bugsy McGraw und Blackjack Mulligan
  - 4× NWA Florida Tag Team Champion jeweils 1× mit Dick Murdoch, Dick Slater, Bobo Brazil und André the Giant
  - 1× NWA Florida Global Tag Team Champion mit Magnum T.A.

- Georgia Championship Wrestling
  - 1× NWA World Heavyweight Champion
  - 1× NWA Georgia Heavyweight Champion

- International Wrestling Alliance (Australien)
  - 1× IWA World Tag Team Champion mit Dick Murdoch

- Jim Crockett Promotions/World Championship Wrestling
  - 1× NWA World Heavyweight Champion
  - 1× NWA United States Heavyweight Champion (Mid-Atlantic Version)
  - 3× NWA World Television Champion
  - 2× NWA World Tag Team Champion (Mid-Atlantic Version) jeweils 1× mit Dick Slater, 1× mit Manny Fernandez
  - 2× NWA World Six-Man Tag Team Champion mit The Road Warriors

- National Wrestling Federation
  - 1× NWF World Tag Team Champion mit Dick Murdoch

- NWA Big Time Wrestling
  - 3× NWA Brass Knuckles Champion (Texas Version)
  - 2× NWA American Tag Team Champion jeweils 1× mit Baron von Raschke und Dick Murdoch

- NWA San Francisco
  - 1× NWA United States Heavyweight Champion (San Francisco Version)

- NWA Tri-State
  - 1× NWA North American Heavyweight Champion (Tri-State Version)
  - 1× NWA United States Tag Team Champion (Tri-State Version) mit André the Giant

- Pro Wrestling Federation (Florida)
  - 1× PWF World Heavyweight Champion

- World Championship Wrestling (Australien)
  - 1× IWA World Tag Team Champion mit Dick Murdoch

### Auszeichnungen
- Georgia Championship Wrestling
  - 1984 Cadillac Cup Sieger

- Jim Crockett Promotions/World Championship Wrestling
  - 1985–1988 Bunkhouse Stampede Sieger
  - 1987 Jim Crockett Sr. Memorial Cup Tag Team Tournament Sieger mit Nikita Koloff
  - 1995 Aufnahme in die Hall of Fame

- National Wrestling Alliance
  - 2011 Aufnahme in die Hall of Fame
  - 2016 Aufnahme in die Legends Hall of Heroes

- New Japan Pro-Wrestling
  - 1990 Aufnahme in den Greatest 18 Club

- World Wrestling Entertainment
  - 2007 Aufnahme in die Hall of Fame
  - 2016 Erhalt einer Bronze Statue